# Буко-Зау
Буко-Зау (порт. Buco-Zau) — город и муниципалитет на востоке провинции Кабинда в Анголе.

## Этимология
Название состоит из двух слов на языке киконго mbuku (место) и nzawu (слон).

## История
Впервые Буко-Зау упоминается в 1535 году королем Конго Альфонсо I. Он указывал португальцам, что правил этой областью, а также в рядом других, расположенных вдоль северного берега реки Конго. 15 марта 1957 года Буко-Зау был преобразован город.

## Описание
Муниципалитет состоит из главной коммуны — города Каконго, и коммун Инхука (или Нхука) и Некуто. Площадь составляет 2115 км². Население муниципалитета составляет около 32,792 человека (оценка на 2014 год).

## Образование
В коммуне находится Высший институт педагогических наук, одно из подразделений «Университета 11 ноября».